# Indigofera enormis
Indigofera enormis är en ärtväxtart som beskrevs av Nicholas Edward Brown. Indigofera enormis ingår i släktet indigosläktet, och familjen ärtväxter. Inga underarter finns listade i Catalogue of Life.